# RING (アーケードゲーム基板)
RING（リング）は、セガが2009年2月に次世代業務用汎用CG基板として発表したアーケードゲーム用のシステム基板シリーズ。LINDBERGHシリーズの後継機。ミドルレンジモデルのRINGEDGE（-エッジ）、ローエンドモデルのRINGWIDE（-ワイド）、そしてハイエンドモデルのRINGEDGE2（-エッジ2）の3モデルがラインナップされている。

## 概要
アーキテクチャはPCベースで構成されており、OSとしてWindows XPベースのMicrosoft Windows Embedded Standard 2009を採用。アプリケーションは引き続きDVDで供給される他、ALL.Net P-ras MULTI Ver.2対応タイトルはネットワーク経由でダウンロード配信される。
RINGシリーズよりNAOMI GD-ROMからLINDBERGHまで使用されたPICを利用したセキュリティキーチップが廃止され、新たなキーチップが採用された。これは当時海外にてセキュリティが解析され、キーチップの不正コピーが出回っていたことが原因と考えられる。キーチップが無いとゲームは読み込まれず起動しないため、ゲームソフトの不正なコピーを防止することが出来る。
電源投入後、数秒間のBIOS起動画面（ハニカム状の画面と下部にコンソール表示）を経てWindows XP起動ロゴが表示される。但し稀なケースではあるが、アストロシティやブラストシティ、ネットシティ、MJ2非ワイド筐体等のブラウン管を使用した筐体に基板を接続・搭載した場合は、電源投入直後はこれらの表示が省略されているか途中から始まる場合がある。これはブラウン管の特性にあり、長期間使用され続けてきたブラウン管では完全に表示されるまでに時間を要するためである。その後RINGシリーズのロゴ、ゲームの起動状況およびメインID、キーチップIDが表示され、ゲームがロードされる。ゲームロードの手順は、まずOS起動直後のイニシャライズ（初期化）から始まり、ゲームイメージのマウント・ベリファイ、付随するアプリケーションの立ち上げを経てゲームプログラムが起動。その後ゲームプログラム内での各種システムチェックを経て、エラーが無ければ英文による「このゲームは日本国内専用です」という内容の警告文こと権利表記が表示される。そしてアドバタイズ画面が表示された時点でゲームの起動が完了し、プレイすることが出来るようになる。
RINGEDGE対応の第1弾タイトルとしてサードパーソン・シューティングゲームの新作『ボーダーブレイク』を発表。2009年9月9日から2019年9月9日までの稼働。RINGWIDE対応の第1弾タイトルとして児童向けトレーディングカードアーケードゲームの新作『歴史大戦ゲッテンカ』を発表。2009年11月から2011年12月まで稼動。RINGEDGE2対応の第1弾タイトルとして競馬メダルゲーム『STARHORSE』シリーズ3作目『STARHORSE3』を発表。2011年11月から稼働している。さらにいくつかのタイトルがRINGシリーズ対応として発表されている。
他社の同様のPCベース基板と比べると、エアフロー対策や特殊I/Oにも対応しているなど、LINDBERGHシリーズ同様に業務用ゲーム向けの特徴が際だっている。動作が不安定になる弊害が頻繁に発生していたLINDBERGHシリーズの反省（電源周りの電圧低下・ノイズの影響の受けやすさ・当時としては超高発熱のCPUを搭載していたこと・環境次第では熱暴走を引き起こしやすく、グラフィックが安定しなくなるなど）を活かし、ミドルレンジモデルのRINGEDGEとハイエンドモデルRINGEDGE2は電源内蔵に変更。FlexATXサイズの電源ユニットを採用し、AC INコネクタも通常のC14ソケット-C13プラグの組み合わせではなく専用のソケットとプラグに形状変更されている。ローエンドモデルのRINGWIDEは電源外付けのままであるが、LINDBERGHシリーズと比較しても入力コネクタの数が少なく、汎用電源を使用する形で電源を確保している。これにより電源周りの電圧低下のリスクとノイズの影響による問題は低減された。
2017年以降は対応タイトルの一部において、使用している筐体の部品調達難やネットワークサービス終了に伴い、修理サポートを終了するタイトルが相次いでいる。2017年3月31日を以って一部タイトル、2018年2月28日を以って『MELTY BLOOD Actress Again Current Code』並びに、2017年にネットワークサービスが終了した『戦国大戦』と『ぷよぷよ!!クエスト Arcade』の修理サポートがそれぞれ終了した。『頭文字D ARCADE STAGE』シリーズ（「6AA」〜「8 インフィニティ」）と『OPERATION G.H.O.S.T.』も、2020年2月28日を以って修理サポートを終了した。『ボーダーブレイク』シリーズ、『WORLD CLUB Champion Football』シリーズ、『CODE OF JOKER』シリーズ、『STARBOAT』シリーズ、『ホルカ×トルカ』の修理サポートも2021年2月26日をもって終了した。

## 基板スペック
RINGEDGE2については2017年現在、スペックは公にされてはいないが採用した戦国大戦のサービス終了にともなう筐体撤去や日本国外で現品を入手した現地人による情報により判明している。外観はRINGEDGEとほぼ同じでありながら、上位のCPUとGPUが採用されている。これは、カスタムマザーならではのカスタマイズ性を活かし、RINGEDGEの端子類をそのままに、上位のチップセットとCPUソケットを採用させたために出来たことである。なお、ビデオカードとして採用されたGeForce GT545は一般向けには販売されていないOEMモデルとなっている。

### RINGEDGE

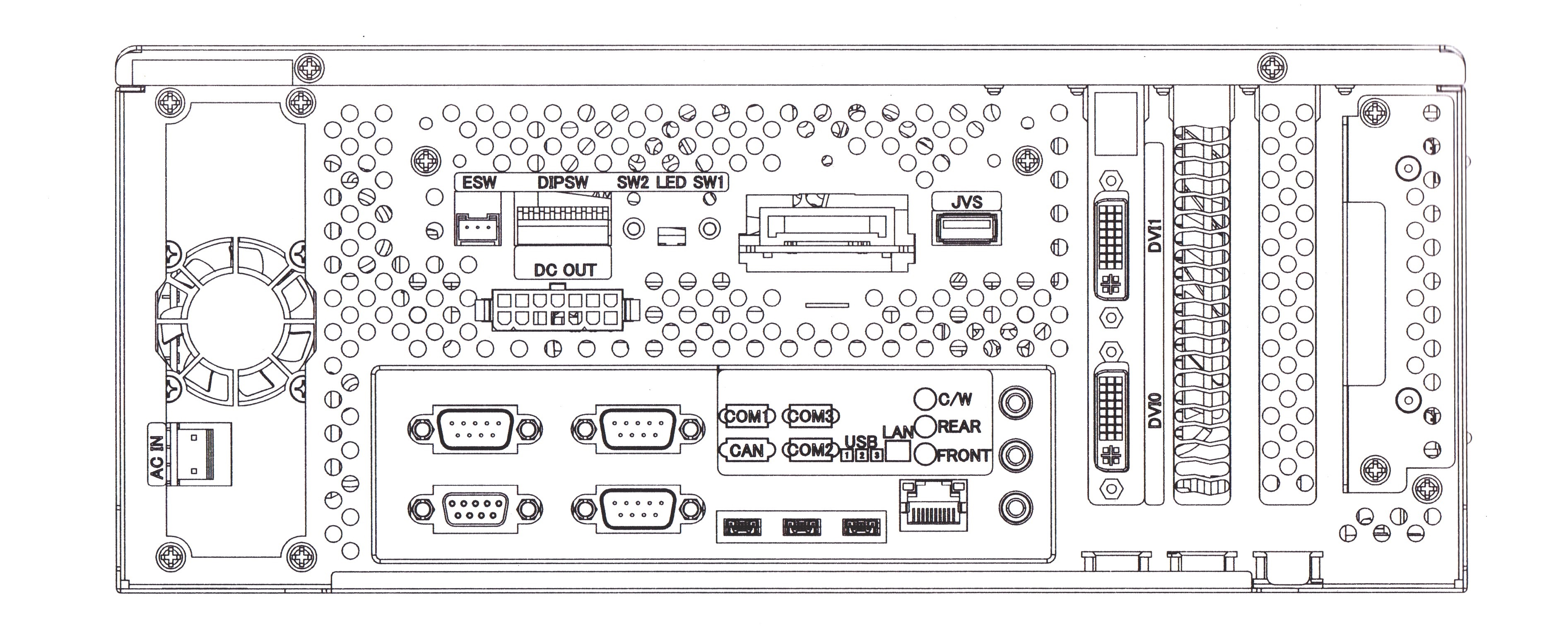
RINGEDGE2裏面

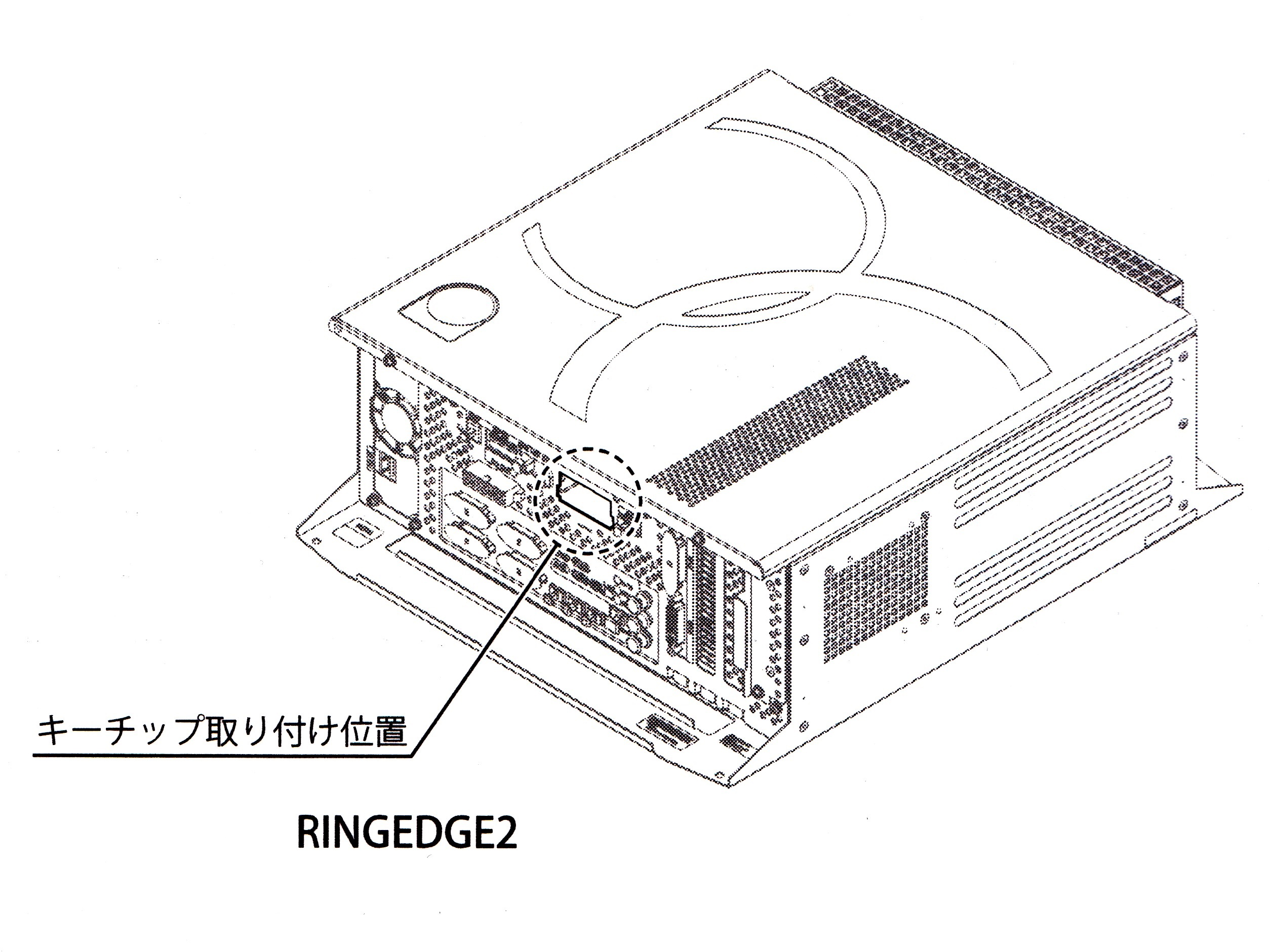
キーチップ取付位置

CPUインテルPentium Dual-Core E2160 1.8GHz（CoreマイクロアーキテクチャMeromファミリのAllendale-1M（アレンデール）を採用）
メインメモリDDR2 SDRAM PC2-6400 1GB
ビデオカードNVIDIA製GeForce9600GS　GDDR3 VRAM384MB搭載 PCI Express接続（フルサイズPCI 1スロット占有）
Shader Model4.0、2画面同時出力も可能。最大解像度1920×1200
サウンドHigh Definition Audio。5.1chサラウンド出力対応
入出力アナログ・デジタル2ポートDVI-I端子×2（GPUから出力）
オンボードLAN
業務用ゲーム入出力 JVS I/Oコネクタ
シリアル3ch
USB 2.0×3ポート（mini USB仕様） - LINDBERGHシリーズは後付けされていたが、RINGシリーズはカスタムマザーならではのカスタマイズ性を活かし標準装備となった
ストレージTDK製GBDISK RS2 SATA SSD 32GB
その他ALL.Netサービス標準対応

### RINGWIDE
CPUインテルCeleron 440 2.0GHz（CoreマイクロアーキテクチャMeromファミリのConroe-L（コンローエル）を採用）
メインメモリDDR2 SDRAM PC2-5300 1GB
ビデオカードAMD製GPU RADEON HD　GDDR3 VRAM128MB搭載 メインメモリより拡張可能  PCI Express接続 - カスタムマザーならではのカスタマイズ性を活かし、オンボード化されている。
Shader Model4.0、2画面同時出力も可能。最大解像度1920×1200
サウンドHigh Definition Audio。5.1chサラウンド出力対応
入出力アナログ出力 D-Sub 15pin×1 - シリアルコネクタ側に配置されている。
アナログ・デジタルDVI-I端子×1 - PCIポート側に配置されている。
オンボードLAN
業務用ゲーム入出力 JVS I/Oコネクタ
シリアル3ch
USB 2.0×2ポート（mini USB仕様）
ストレージTDK製GBDISK RS2 SATA SSD 8GB
その他ALL.Netサービス標準対応

### RINGEDGE2
出典：SYSTEM 16 THE ARCADE MUSEUM
CPUIntel Core i3 540 3.06GHz（NehalemマイクロアーキテクチャWestmereファミリーのClarkdale（クラークデール）を採用）
メインメモリDDR3 SDRAM PC3-10600 2GB:STARHORSE3　向けの一部筐体には4GB搭載品が存在する(PC3-10600 4GB 1枚実装)
ビデオカードNVIDIA製GeForceGT545 GDDR5 VRAM1GB搭載 PCI Express接続（フルサイズPCI 2スロット占有）
Shader Model4.0、2画面同時出力も可能。最大解像度1920×1200 60fps
サウンドHigh Definition Audio。5.1chサラウンド出力対応
入出力アナログ・デジタル2ポートDVI-I端子×2（GPUから出力）
オンボードLAN
業務用ゲーム入出力 JVS I/Oコネクタ
シリアル3ch
USB 2.0×3ポート（mini USB仕様）
ストレージTDK製GBDISK RS3 SATA SSD 32GB:STARHORSE3 向けの一部筐体には　同製品の64GB 搭載品が存在する。
その他ALL.Netサービス標準対応

## 対応ゲーム
日付は稼働開始日。シリーズ作品は1作目もしくは当基板使用最初の作品の稼働開始日。
RINGEDGE
- ボーダーブレイクシリーズ（セガ、2009年9月9日）[6]→2019年9月9日終了
  - 本タイトルの筐体がRINGEDGE汎用筐体の元祖で、以後のRINGEDGE基板や後述のRINGEDGE2基板、Nu基板を使用するゲームに於いて液晶パネルの大きさを変えながらも汎用筐体として使用されている。液晶パネルのサイズは21.5インチ。
- シャイニング・フォース クロス（セガ、2009年12月3日）[7]→2016年11月1日終了
- すすめ!スゴロケッツ（セガ、2010年2月17日）
- 初音ミク Project DIVA Arcadeシリーズ（セガ、2010年6月23日）[8]
- シャイニング・フォース クロスレイド[9]
- 戦国大戦 -1560 尾張の風雲児-（セガ、2010年11月10日）[10]→2017年3月1日終了
- 頭文字D ARCADE STAGE 6AA（セガ、2011年3月3日）[11]
- Let's GO ISLAND 3D（セガ、2011年7月13日 日本国内のみ）[12]
- Virtua Tennis 4（セガ、2011年 海外のみ）
- セガネットワーク対戦麻雀MJ5（セガ、2011年8月9日）[13]
  - 本タイトルからRINGEDGE汎用筐体の液晶パネルが21.5インチから24インチにサイズアップし、以後のRINGEDGE汎用筐体採用タイトルではこれが標準となる。また他のRINGEDGE汎用筐体採用タイトルのサービス終了によるCVTキット販売が多くみられ、2020年現在、RINGEDGE基板の中で最も稼働しているタイトルとなる。CODE OF JOKERからCVTされた筐体は後述のRINGEDGE2に記載。
- WORLD CLUB Champion Football Intercontinental Clubsシリーズ（「2010-2011」以降、セガ、2011年11月10日）
- STARBOATシリーズ（セガ、2011年11月22日）
- SEGA CARD-GEN MLB 2012（セガ、2012年6月21日→終了済）
- 頭文字D ARCADE STAGE 7 AA X[14]
- ホルカ×トルカ（セガ、2013年7月11日）
- ぷよぷよ!!クエスト Arcade（セガ、2013年11月7日）[15]CODE OF JOKERからCVTされた筐体もあり。終了済
- 頭文字D ARCADE STAGE 8 インフィニティ（セガ、2014年7月）[16]

RINGEDGE2
- STARHORSE3シリーズ（セガ、2011年11月22日）
- maimai（セガ、2012年7月11日）[17]
- UNDER NIGHT IN-BIRTHシリーズ（フランスパン / エコールソフトウェア、2012年9月20日 ALL.Net P-ras MULTI Ver.2 向け）
- GUILTY GEAR XX Λ CORE PLUS R（アークシステムワークス / セガ、2012年9月20日　ALL.Net P-ras MULTI Ver.2 向け）
- ゲーセンラブ。 〜プラス ペンゴ!〜（トライアングル・サービス / セガ、2012年9月20日　ALL.Net P-ras MULTI Ver.2 向け）
- PHANTOM BREAKER ANOTHER CODE（デルタファクトリー、2013年4月4日　ALL.Net P-ras MULTI Ver.2 向け）
- アンダーディフィートHD+（グレフ、2013年4月25日　ALL.Net P-ras MULTI Ver.2 向け）
- CODE OF JOKER（セガ、2013年7月11日）[18] - 一部で、起動しなかったり、画面表示の異常(ブラックアウトやブロックノイズ等)といったトラブルが発生していた。原因は同基板で使用しているビデオカードが製造元のリコール対象製品であったためである。このため対象部材の無償交換、有償修理済みの場合は返金対応が行われた[19]。→2019年7月11日終了
- maimai GreeN[20]
- デッド オア アライブ5 アルティメット アーケード（コーエーテクモゲームス、2013年12月24日　ALL.Net P-ras MULTI Ver.2 向け）
- GUILTY GEAR Xrd -SIGN-/GUILTY GEAR Xrd -REVELATOR-（アークシステムワークス / セガ、2014年2月20日　ALL.Net P-ras MULTI Ver.2 向け）
- 電撃文庫 FIGHTING CLIMAX/電撃文庫 FIGHTING CLIMAX IGNITION（セガ（実開発はフランスパン / エコールソフトウェア））、2014年3月18日　ALL.Net P-ras MULTI Ver.2 向け）
- トランスフォーマー・ヒューマンアライアンス（セガ、2014年7月16日）
- maimai ORANGE（セガ、2014年9月）[21]
- セガNET麻雀 MJ Arcade（セガ、2019年7月11日　CODE OF JOKERからCVTされた筐体）

RINGWIDE
- 歴史大戦ゲッテンカ（セガ、2009年11月10日→終了済）
- リルぷりっ ゆびぷるひめチェン!（セガ、2009年12月10日）[22]→終了済
- メダルのガンマン（セガ、2010年1月26日）
- ムシキングバトル 合虫ガッツ!!（セガ、2010年4月26日→終了済）
- MELTY BLOOD Actress Again Current Code（エコールソフトウェア / セガ、2010年7月29日）
- SEGA GOLDEN GUN（セガ、2010年 海外のみ）
- SEGA RACING CLASSIC（セガ、2010年 欧米のみ）
- Let's GO ISLAND（セガ、2010年 海外のみ）
- カオスコード（FK DIGITAL / アークシステムワークス、2011年8月4日）
- OPERATION G.H.O.S.T.（セガ、2012年4月18日）[23]
- REC CHECK GOLF（セガ）

## 後継汎用基板
2013年9月には、RINGシリーズ同様にPCベースのアーキテクチャを採用した汎用基板「Nu」が発表。約2倍の性能向上を図り、RINGシリーズの後継と位置付けられている。